# Chlístovice
Chlístovice település Csehországban, a Kutná Hora-i járásban. Chlístovice Rašovice, Černíny, Čestín, Malešov, Nepoměřice, Zbraslavice és Sudějov településekkel határos. Lakosainak száma 765 fő (2024. január 1.).

## Népesség
A település lakosságának változását az alábbi diagram mutatja:
| Lakosok száma | 2088 | 2026 | 1803 | 1156 | 778  | 707  | 735  | 751  | 755  | 765  |
|               | 1869 | 1890 | 1921 | 1950 | 1980 | 2001 | 2017 | 2019 | 2022 | 2024 |